# Portal (videojuego)
Portal es un videojuego de plataformas de lógica en primera persona desarrollado y publicado por Valve Corporation. Fue lanzado en un paquete, The Orange Box, para Windows, Xbox 360 y PlayStation 3, y desde entonces se ha portado a otros sistemas, incluidos Mac OS X, Linux, Android (a través de Nvidia Shield) y Nintendo Switch.
Portal consiste principalmente en una serie de rompecabezas que deben resolverse teletransportando el personaje del jugador y los objetos simples utilizando "el dispositivo de portal de mano de Aperture Science", también conocido como la "arma de portal", un dispositivo que puede crear portales intraespaciales entre dos planos planos. El personaje del jugador, Chell, es desafiado y burlado por una inteligencia artificial llamada GLaDOS (Genetic Lifeform and Disk Operating System, o en español, Forma de vida genética y Sistema operativo de disco) para completar cada rompecabezas en el Aperture Science Enrichment Center usando la pistola del portal con la promesa de recibir un pastel cuando se completen todos los rompecabezas. El sistema físico Source Engine permite retener la energía cinética a través de los portales, lo que requiere el uso creativo de los portales para maniobrar a través de las cámaras de prueba. Este elemento de juego se basa en un concepto similar del juego Narbacular Drop; muchos de los miembros del equipo del DigiPen Institute of Technology que trabajaron en Narbacular Drop fueron contratados por Valve para la creación de Portal, lo que lo convierte en un sucesor espiritual del juego.
Portal fue aclamado como uno de los juegos más originales de 2007, a pesar de algunas críticas por su corta duración. Recibió elogios por su originalidad, jugabilidad única y una historia oscura y sentido de la comedia. GLaDOS, con la voz de Ellen McLain en la versión en inglés, recibió elogios por su caracterización única, y la canción de los créditos finales "Still Alive", escrita por Jonathan Coulton para el juego, fue elogiada por su composición y humor originales. Portal se cita a menudo como uno de los mejores videojuegos jamás hechos. Excluyendo las ventas de descargas de Steam, se han vendido más de cuatro millones de copias del juego desde su lanzamiento, generando mercancía oficial de Valve, incluida una pistola de portal modelo y una felpa Companion Cubes, así como recreaciones de fans de the cake.
Una versión independiente con rompecabezas adicionales, Portal: Still Alive, también fue publicada por Valve en el servicio Xbox Live Arcade en octubre de 2008 exclusivamente para Xbox 360. En 2011, se lanzó una secuela, Portal 2, que amplió la historia, añadió varias mecánicas de juego e incluyó un modo multijugador cooperativo.

## Trama

Superando un desafío utilizando portales.

Despertamos en una sala de cristal, aparentemente sin salida, que contiene una radio, un inodoro futurístico, una pequeña mesa y lo que parece ser una cámara de animación suspendida. Una voz femenina robótica nos da la bienvenida nuevamente al Centro de desarrollo computerizado de Aperture Science. Un portal se abre y entonces, podemos salir de la denominada cámara de relajación. Después, se nos irán planteando ciertos desafíos de lógica. Inmediatamente nuestra benévola guía robótica nos dice que las pruebas empiezan a ponerse más difíciles ya que bolas de energía se interpondrán en nuestro camino. Durante el transcurso de las pruebas, la inteligencia artificial hace chistes y nos promete un pago en efectivo y un pastel.
Al final de la Cámara 19, debemos avanzar por las zonas abandonadas del Centro de desarrollo, que contrastan con las inmaculadas cámaras de prueba. Llegamos al final, después de recorrer todos los abandonados laboratorios, hasta la sala donde se encuentra el hardware de GLaDOS, la cual nos dice su nombre en este momento del juego. Uno de sus componentes cae al suelo, y la  computadora no recuerda qué es.
Al final de la sala hay un incinerador, en el cual debemos tirar la pieza que había caído. Por lo que tenemos solo cinco minutos para destruir a GLaDOS. Las defensas de cohetes se activan, y con los portales podemos redirigir los cohetes para que golpeen a GLaDOS. Así le desprenderemos tres núcleos más. Al final, después de completar la incineración, el techo de las instalaciones comienza a desprenderse y toda la computadora, junto con nuestra protagonista, salen volando hacia afuera. Lo último que se ve es el aparcamiento de Aperture Science, con pedazos de GLaDOS cayendo desde el cielo.
En un parche para el juego se modifica el final, donde, después de ver los pedazos de GLaDOS cayendo, oímos unos pasos mecánicos que vienen hacia nosotros, una voz robótica diciendo en inglés "gracias por asumir la posición de recepción del comité de festejos" y somos arrastrados hacia atrás.
Mientras tanto, en otra parte del Centro de desarrollo, podemos ver cómo se activan otros aparatos, parecidos a los núcleos que destruimos anteriormente. En el centro se encuentra una tarta Selva Negra con una vela encendida: el infame pastel. Un brazo robótico aparece de repente para apagar la vela.
El juego también tiene una modificación que ocurre antes de los eventos: "Portal Prelude". En ella controlamos a Abby que hace un viaje para conseguir el núcleo de moralidad. Tras conseguirlo tendremos que ir hacia GLaDOS y enchufarle el núcleo que hace que sea social.

## Sistema de juego
El sistema de juego se centra en el Dispositivo Portatil de Portales Aperture Science (Aperture Science Handheld Portal Device en Inglés) (ASHPD por sus siglas en inglés), un dispositivo manual que crea portales en superficies planas, permitiendo viajes instantáneos y una conexión visual y física entre 2 puntos cualquiera del espacio tridimensional. Si dos portales ligados están en diversos planos, pueden ocurrir efectos extraños en la geometría y gravedad. Por ejemplo: el jugador puede caminar a través de un portal en la pared y "caer" desde el techo varios metros detrás de donde comenzó. Solo se pueden mantener abiertos 2 portales al mismo tiempo. Si un nuevo portal es creado, reemplazará al portal del mismo color previamente abierto.
Para avanzar en el juego, el jugador debe aprender a usar a su favor los particulares efectos de tener dos portales uniendo zonas donde la gravedad funciona de forma distinta. Por la manera en que funcionan los portales, estos conservan la inercia de los objetos que los atraviesan, pero cambian la dirección de su trayectoria de acuerdo a la superficie en la que están colocados. De esta forma, un movimiento de caída libre puede ser transformado en un lanzamiento parabólico u horizontal, o cualquier otra combinación. Gracias a esto, los desafíos suelen requerir imaginativas maniobras para cruzar largas distancias transformando una caída en un lanzamiento parabólico y alcanzar alturas imposibles transformando caídas en lanzamientos verticales.

## Aperture Science
Aperture Science es un laboratorio ficticio creado por el equipo de Valve y que es recurrente en la historia de Half-Life 2: Episode Two, Portal y Portal 2.
Aperture Science es un antiguo laboratorio rival de Black Mesa donde se desarrolla la trama de Portal. No se sabe mucho acerca de Aperture Science, solo que su tecnología de teletransporte es parcialmente más avanzada que la del laboratorio Black Mesa. También se sabe que es el creador del buque "Borealis", perdido hace muchos años, que transporta un nuevo tipo de tecnología y que en Half-Life 2: Episode Two puede observarse en un video registrado por la Doctora Mossman donde éste aparece. Aperture Science crea gran importancia en Half-Life 2: Episode Two, puesto que determina una nueva meta para una especulativa secuela de la saga Half-Life: evitar que la alianza se apodere del buque Borealis.

## Objetos, personajes y lugares

Logotipo de Aperture Science.

Aperture Science: en 1953, Aperture Science comienza sus operaciones como una fabricante de cortinas de baño. Sus productos proveían portales de baja tecnología entre el interior y el exterior de las duchas. En realidad, hay muy poca ciencia en estos productos: el nombre fue elegido para hacer que las cortinas pareciesen más higiénicas. y tuvo un plan para llevar a Aperture Science al máximo.
- Plan: En sus palabras, «Alguna especie de rotura en el espacio... que podría ser... bueno, sería algo así, no lo sé, algo que ayudaría con las cortinas de baño supongo.

En 1981 los ejecutivos de Aperture Science son convocados ante un comité investigador del Senado. Durante este comité, un ingeniero menciona que se ha progresado en el desarrollo de la Fase 3: "Un túnel de tamaño humano a través del espacio físico con tantas aplicaciones posibles como una cortina de baño". El comité es rápidamente cerrado y Aperture Science es premiado con un contrato indefinido para continuar secretamente con los proyectos de portales.
En 1986 llega a los oídos de los ejecutivos de Aperture Science que otro contratista de Defensa está trabajando en una tecnología de portales similar: Black Mesa. Al parecer, están teniendo más éxito por la tecnología que han podido "reciclar". En respuesta a esto comienza el desarrollo de la "Forma de vida genética y sistema operativo de disco" o GLaDOS (en inglés Genetic Lifeform and Disk Operating System), un ayudante de desarrollo con inteligencia artificial. En 1996, después de una década concentrándose en darles a las partes de GLaDOS una mayor funcionalidad básica, se comienza a trabajar en los componentes de forma de vida genética. Años después, la inteligencia artificial, aún sin probar, es activada por primera vez el día anual de "Trae a tu hijo al trabajo", una de las actividades organizadas por Aperture Science. La IA entonces se rebela contra el laboratorio, inyectando neurotoxinas a las instalaciones, matando así a todos los empleados, quedando GLaDOS al cargo de todas las instalaciones. 
Centro de Desarrollo Computarizado de Aperture Science: es el lugar donde se desarrolla la historia. Chell despierta en la Cámara de Relajación y accede luego al resto de las Cámaras de Prueba que son en total 19, más una cámara de iniciación, la Cámara 00.  
Chell: es la protagonista del videojuego y el personaje que controla el jugador, y un sujeto de pruebas del Centro de desarrollo. Es una mujer adulta de unos 30 años. Está vestida con un uniforme naranja hasta las rodillas con el logo de Aperture Science en la espalda. Lleva unos zancos canguro en vez de calzado, estos evitan que se rompa las piernas o algún daño similar por los grandes saltos (aunque el verdadero propósito de estos zancos es proteger el dispositivo de portales que utiliza y que no se rompa con una caída del sujeto de pruebas). La historia de Chell es desconocida.
GLaDOS: (Genetic Lifeform and Disk Operating System o «forma de vida genética y sistema operativo de disco»): es la principal inteligencia artificial de Aperture Science, a cargo de observar todas las pruebas y experimentos realizados en el Centro de Desarrollo de Aperture Science. Además de ser la supercomputadora que parece ser, es un conjunto de núcleos de inteligencia artificial, todos instalados para hacer a GLaDOS más "humana", aunque algunos fueron instalados para asegurar la vida de los científicos que trabajan en Aperture Science. Los núcleos hasta ahora identificados:
- Moralidad: instalado en un período para que GLaDOS tuviera una inteligencia artificial sociable. Es el primer núcleo incinerado (de color morado).

- Curiosidad: diseñado para asegurarse de que GLaDOS tuviera una sana curiosidad y continuara experimentando. Es el segundo núcleo incinerado (de color naranja).

- Memoria: esencialmente, una unidad de almacenamiento esférica, proporcionando espacio extra y, en este caso, archivando recetas para tarta. Es el tercer núcleo en ser incinerado (de color azul).

- Ira: creado probablemente para asegurar que ella mantendría la seguridad del Centro de Desarrollo. Es el último núcleo incinerado (de color rojo).

Cubo de contrapeso y almacenamiento de Aperture Science: son cubos básicos, que son distribuidos por las instalaciones a través de tuberías especialmente diseñadas que transportan cubos al exponerlos a una fuerte y rápida corriente de aire, controlado de manera remota. Los cubos distribuidos caen en pequeñas plataformas que aseguran la seguridad del paquete y lo dejan caer suavemente al suelo para su posterior uso. Son usados, básicamente, como contrapesos pues pueden ponerse sobre plataformas que son necesarias para activar una puerta, un mecanismo, etc.

## Música
Al ir transcurriendo el juego, se pueden notar distintos estilos de música relacionada con la situación en la que se encuentra el jugador. Por ejemplo, en la primera cámara, la música es más bien suave. Pero la más llamativa y original es la canción de los créditos finales del videojuego: Still Alive. Fue compuesta por Jonathan Coulton para demostrar que GLaDOS sigue existiendo después de haber sido destruida. Esta canción está disponible como contenido descargable para el juego Rock Band y sus secuelas

## Predecesor
El videojuego Narbacular Drop posee el mismo mecanismo que Portal. Fue creado por el mismo equipo de desarrolladores, conocidos como Nuclear Monkey Software, que ahora trabajan en Valve.
Narbacular Drop fue publicado gratuitamente en 2005 para PC. Este fue el proyecto de videojuego final para los alumnos de DigiPen. El juego consiste en escapar de un calabozo, utilizando un sistema de portales, puesto que el personaje (Princess No-Knees; literalmente: La princesa sin rodillas) no puede saltar. El jugador controla dos portales interconectados entre sí que se pueden usar en cualquier superficie (la pared, el techo, el suelo) que no sea metálica.

## Adaptaciones
Existe un cortometraje amateur de seis minutos ambientado en el universo de Portal titulado Portal: No Escape.

## Premios
- En la Game Developers Choice Awards de 2008, Portal ganó el premio de "Videojuego del año" junto con el "Premio a la innovación" y "Mejor diseño de juego".
- IGN.com premió a Portal con el premio al "Mejor videojuego de lógica para PC y Xbox 360", "Diseño más innovador" para PC, y "Mejor canción de los créditos" por Still Alive para Xbox 360.
- En el "Mejor de 2007", GameSpot honró a la Orange Box con cuatro premios en reconocimiento a Portal: "Mejor videojuego de lógica", "Mejor protagonista" (por GLaDOS), "Videojuego más gracioso" y "Mejor mecánica de juego original" (por el arma de portales).
- En Mod DB Portal: Prelude ganó el tercer lugar en "Modificación del año 2008".